# Funky Side Business
『Funky Side Business』(ファンキー・サイド・ビジネス)はFEEL SO BADのミニアルバム。

## 内容
大橋雅人、山口昌人加入以後のオリジナル・アルバムで、唯一のミニ・アルバム。収録時間の合計時間は30分以下であるため、形式上はミニ・アルバムである。

## 収録曲
1. 根性決めてらんちき騒ぎ
2. 天地夏冬アンタとアタシ
3. YABADABADOO ～ BUN BUN BUNDORE
4. WATER BIRD ～ RETURN OF W.B
5. YO! ～ F'S JAM
6. 大地の宴

作詞：川島だりあ・倉田冬樹(#1 - 6, 9)
作曲：川島だりあ・倉田冬樹　編曲：倉田冬樹(#ALL)